# Wilczomlecz sosnka
Wilczomlecz sosnka (Euphorbia cyparissias L.) – gatunek rośliny należący do rodziny wilczomleczowatych (Euphorbiaceae). Rośnie dziko na terenie środkowej i południowej Europy, na Syberii po Bajkał i w Afryce Północnej. Zawleczony do Ameryki Północnej. W Polsce gatunek pospolity, z wyjątkiem północno-wschodnich krańców kraju.

## Morfologia

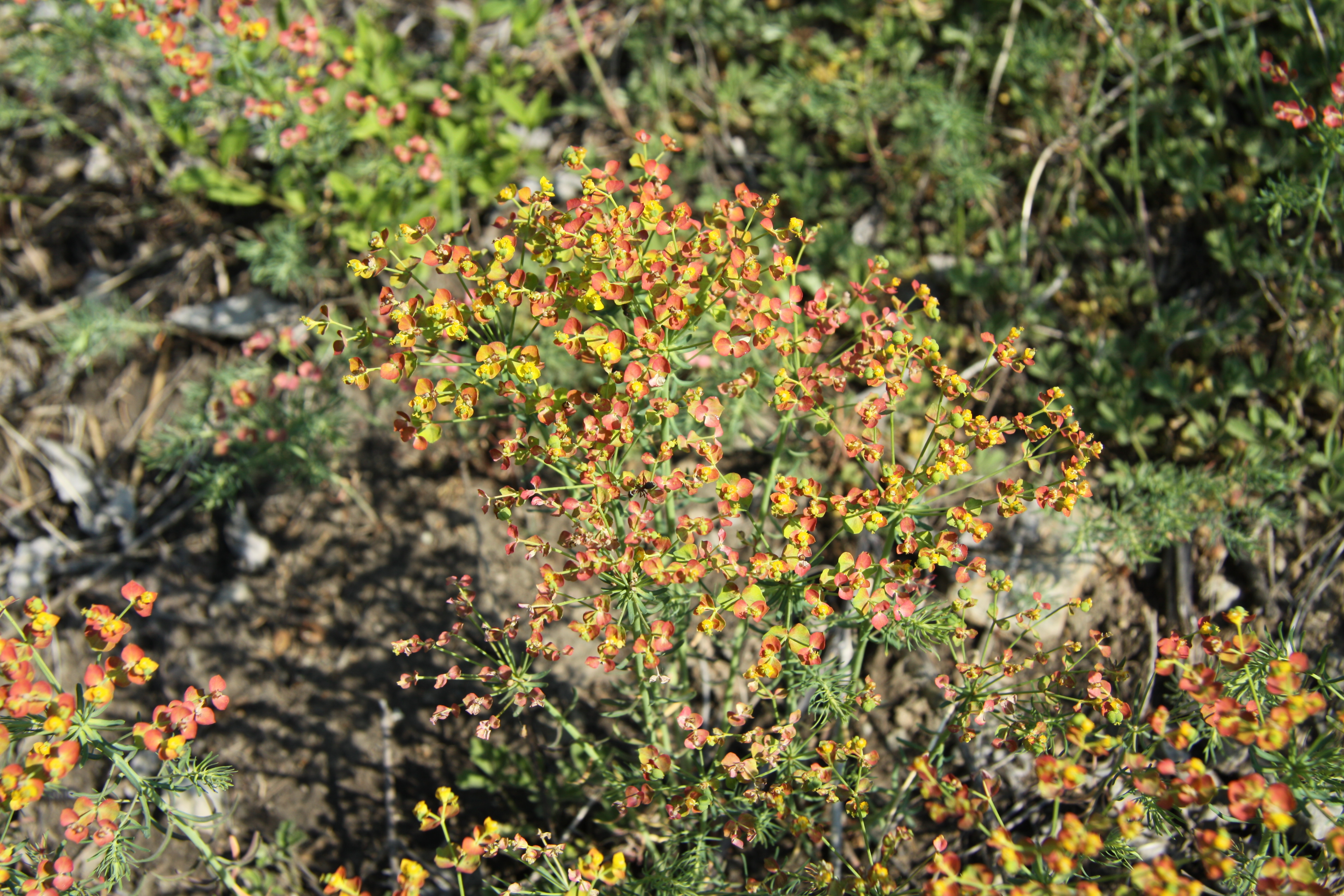
Podsadki czerwienieją podczas dojrzewania owoców

PokrójRoślina zielna, rośnie pojedynczo lub w niewielkich płatach. Zawiera sok mleczny we wszystkich organach.
ŁodygaOsiąga wysokość 10-30 (40) cm, prosto wzniesiona, w górnej części wyrastają zwykle gęsto ulistnione pędy płonne. U nasady prawie bezlistna, czerwonawa, u góry gęsto ulistniona. Kłącze zdrewniałe i rozgałęzione.
LiścieUłożone skrętolegle, nagie, równowąskie, siedzące i odstające, długości 1–2 cm, miękkie, soczystozielone. Pod kwiatostanem rosną liście wspierające o podobnym kształcie. Z pachwin liści łodygowych wyrastają gęsto ulistnione pędy płonne. Górne podsadki (liście podkwiatowe) są żółte, szerokojajowate, niezrośnięte, z czasem czerwienieją. Na bocznych, płonnych pędach liście są bardzo wąskie, niemal nitkowate.
KwiatyŻółtozielone, zebrane w kwiatostan – 9-15 ramienną wierzchotkę, podwójnie złożoną, o średnicy 5–8 cm. Kwiatostany drugiego rzędu złożone są z kwiatu słupkowego i otaczających go 10-12 kwiatów pręcikowych. Na brzegu kwiatostanu są woskowożółte miodniki.
OwocRozłupnia trójkomorowa, pokryta drobnymi brodawkami. W rozłupni znajdują się 3 okrągłojajowate nasiona opatrzone żółtawym wyrostkiem o długości 2 mm i szerokości 1,5 mm, srebrzystoszare.

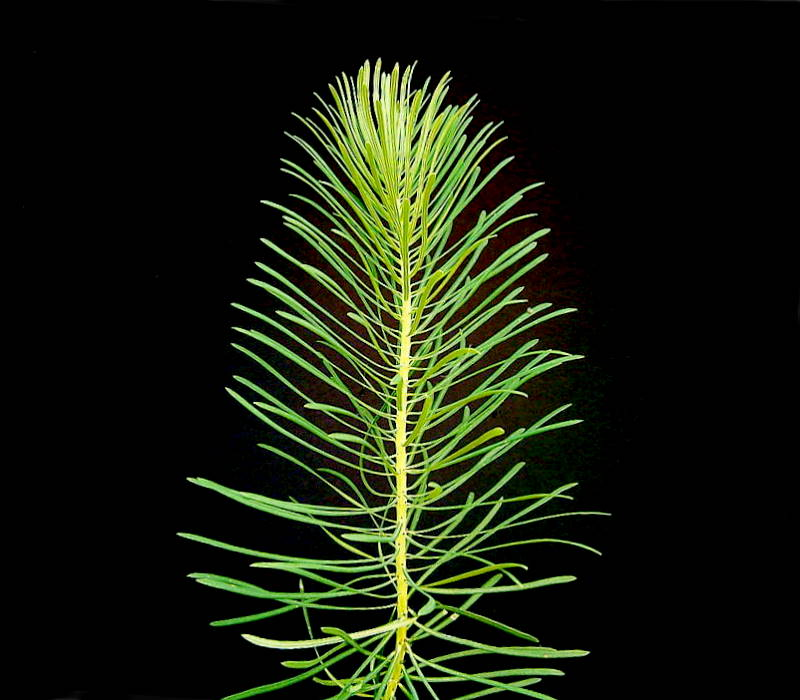
Młody pęd
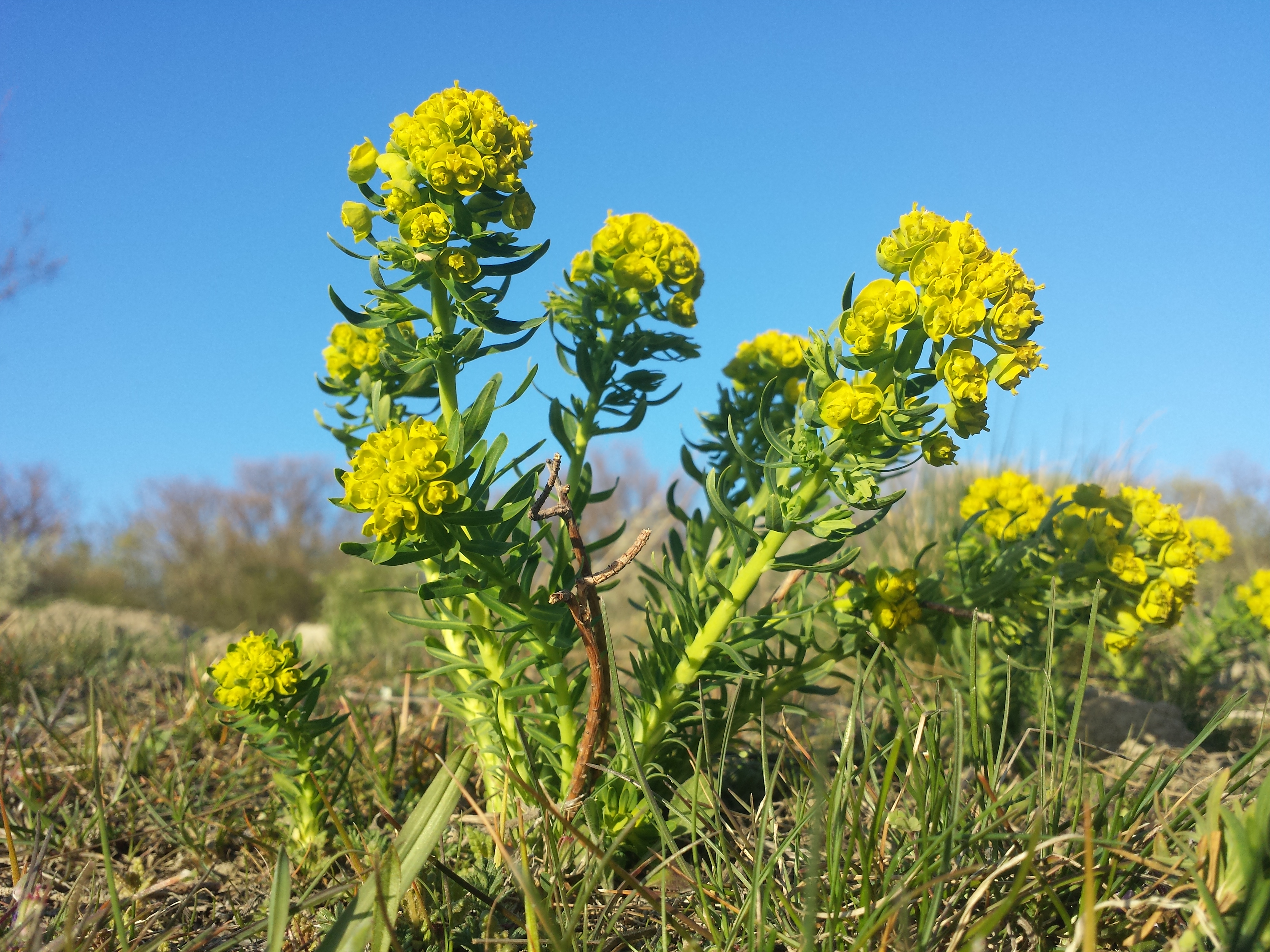
Kwitnienie
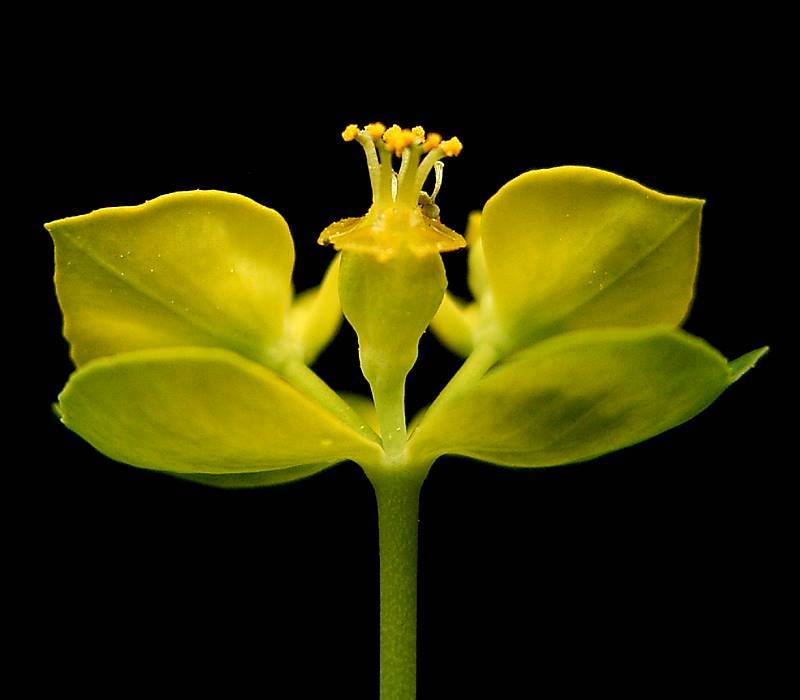
Kwiaty i podsadki
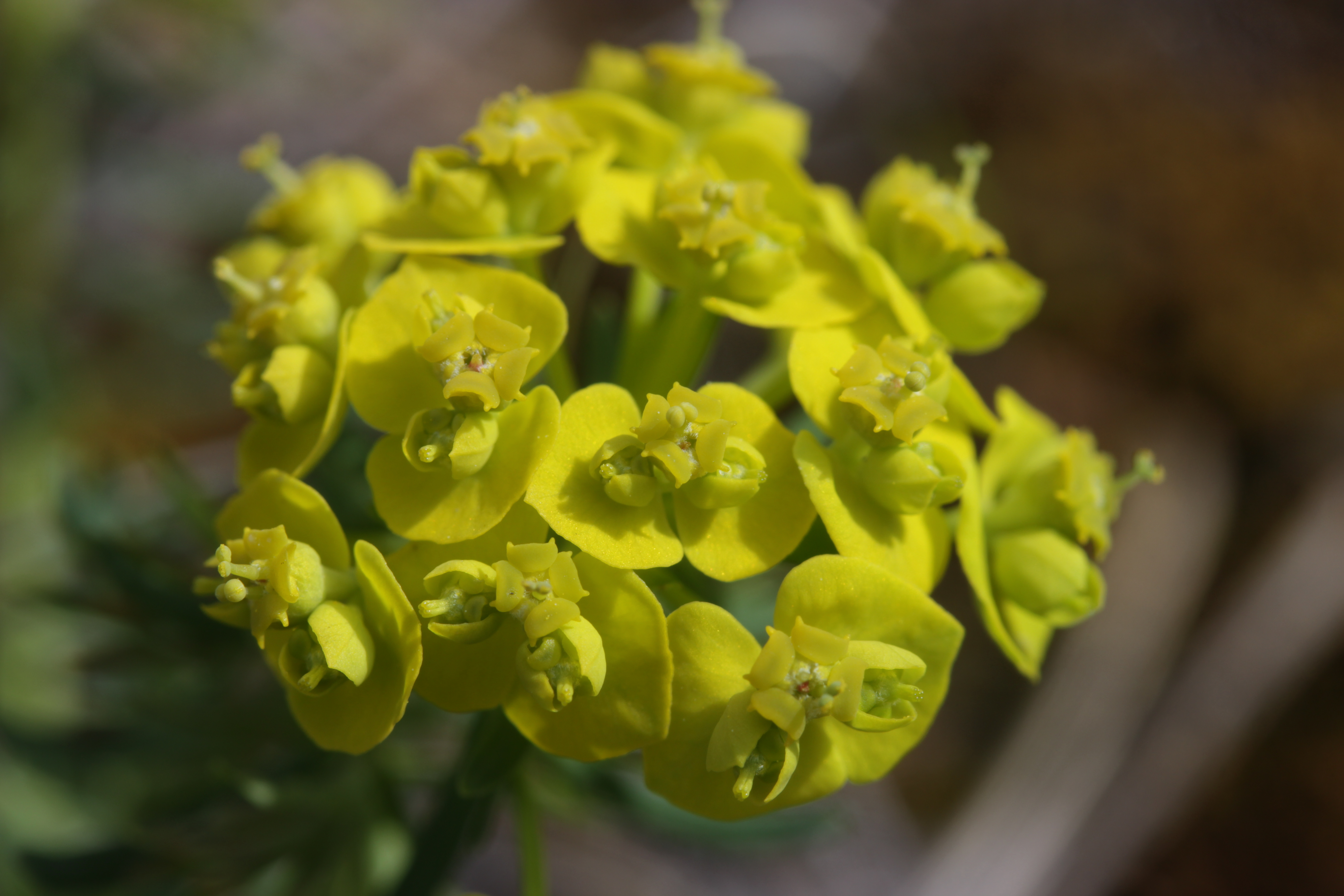
Kwiaty
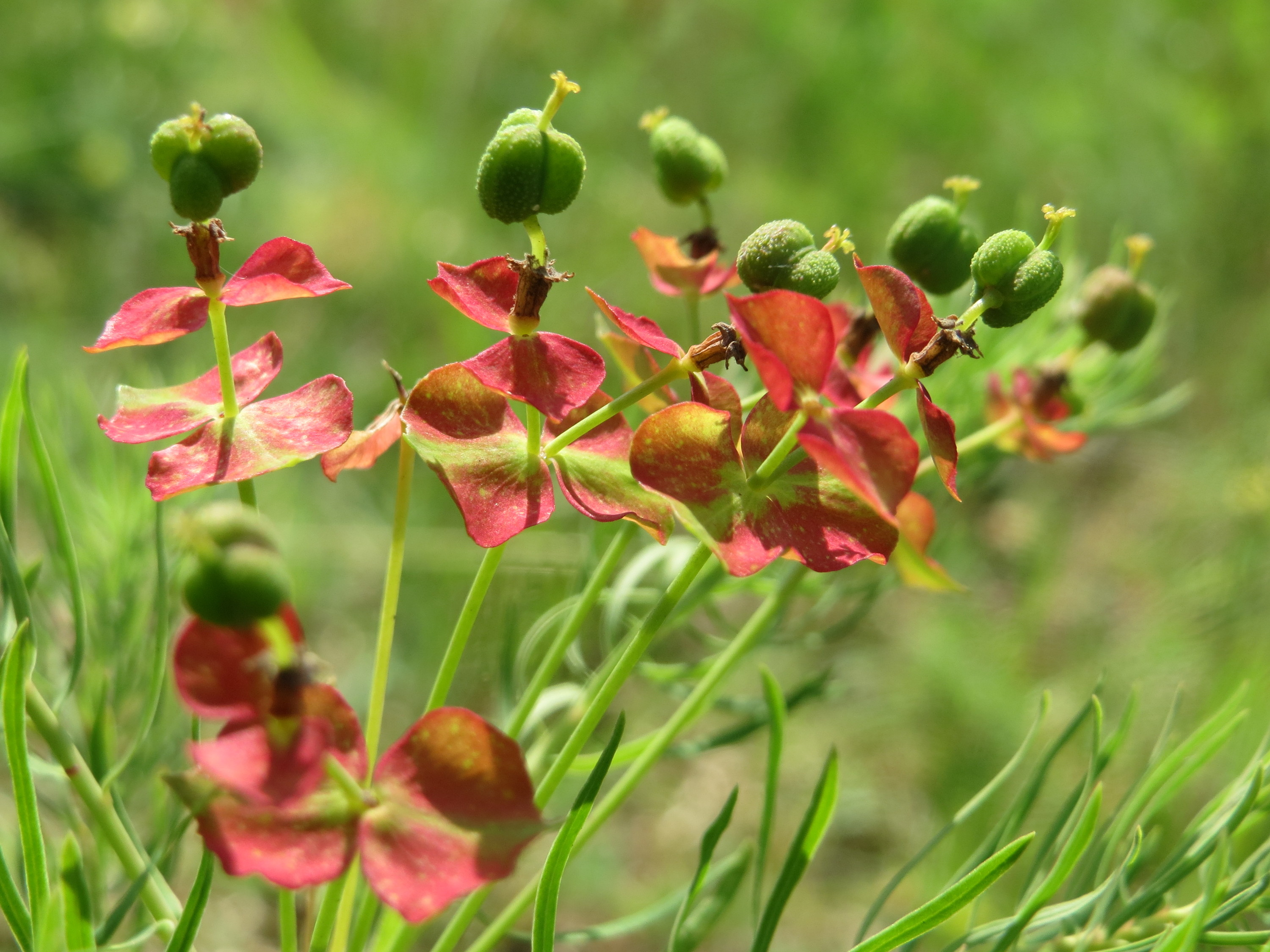
Owoce

## Biologia i ekologia
Bylina, hemikryptofit. Kwitnie od kwietnia do maja. Kwiaty zapylane są zwykle przez muchówki. Nasiona zaopatrzone są w elajosom, dzięki czemu przemieszczane są przez mrówki. 
Liczba chromosomów 2n = (20), 40.
Gatunek ten występuje od niżu po położenia górskie. Jest światłolubny. Rośnie w zbiorowiskach murawowych, leśnych, w zaroślach, na skrajach lasów, na siedliskach ruderalnych. Preferuje gleby suche, piaszczyste, krzemiankowe i bogate w węglan wapnia. W uprawach czasem rośnie jako chwast. W klasyfikacji zbiorowisk roślinnych gatunek charakterystyczny dla klasy (Cl.) Festuco-Brometea. 
Roślina trująca: tak jak inne wilczomlecze zawiera trujące substancje w soku mlecznym. Jest trujący również w paszy dla bydła. Sok zawiera około 2,5% kauczuku, saponiny, kwas galusowy, jabłkowy, olejek eteryczny i olej. Przy doustnym spożyciu powoduje takie objawy zatrucia, jak: ból żołądka, krwawa biegunka, rozszerzenie źrenic, zawroty głowy, zaburzenia pracy serca, zapalenie nerek, a przy większych dawkach utrata przytomności i śmierć w ciągu 1–3 dni. Sok mleczny działa drażniąco na skórę, a szczególnie błony śluzowe; powoduje powstawanie pęcherzy, a w oku zapalenie spojówki i rogówki.
Jest rośliną żywicielską m.in. dla gąsienic motyla zmrocznika wilczomleczka.

## Mieszańce
Tworzy następujące mieszańce:
- Euphorbia ×figertii Dörfler [Herb. Norm., 43 : 81] (E. cyparissias × esula subsp. esula)
- Euphorbia ×pseudoesula Schur [1853, Verh. Siebenb. Ver. Naturw., 4, Suppl.: 66] (E. cyparissias × esula subsp. esula)
- Euphorbia ×gayeri Borsos & Soó [1925, Bot. Közl., 22 : 66] (E. cyparissias ×? tommasiniana)

## Zastosowanie
Roślina lecznicza – dawniej sok wilczomlecza sosnki stosowany był w medycynie ludowej zewnętrznie jako lek na brodawki, kurzajki, piegi oraz wypadanie włosów. Nieumiejętne jego stosowanie niejednokrotnie prowadziło jednak do zatruć. Wykorzystywany jest też w homeopatii.
Bywa też uprawiany i sprzedawany jako roślina ozdobna.

## Choroby
- Rdza grochu – choroba powodowana przez grzyb Uromyces pisi-sativum, dla którego wilczomlecz sosnka jest żywicielem pośrednim. Powoduje zniekształcenie pędów kwitnących i płonnych. Z tej przyczyny występowanie wilczomlecza w pobliżu plantacji grochu jest niepożądane[10].